# Frösö Idrottsförening
O Frösö Idrottsförening, ou simplesmente Frösö IF, é um clube de futebol da Suécia. Sua sede fica localizada em Frösön.